# Интердикт
Интерди́кт (лат. interdictum — запрещение) — в римско-католической церкви временное запрещение всех церковных действий и треб (например, миропомазания, исповеди, бракосочетаний, евхаристии), налагаемое папой или епископом. Часто интердикт налагался на население целой страны или города, гораздо реже — на отдельных лиц. Интердикт в отношении определённого лица обычно называют отлучением от церкви (экскоммуникацией).
Исторически существовали 3 вида интердикта:
- личный (подвижной) интердикт (interdictum personale seu ambulatorium), налагавшийся на определённых лиц повсюду, где бы они не находились;
- местный интердикт (interdictum locale), ограничивающийся определённой местностью, но её обитатели, перейдя в другое место, могли присутствовать при богослужении и принимать участие во всех церковных священнодействиях;
- смешанный интердикт (interdictum mixtus), падавший не только на местность, но и на её обитателей.

В действующем каноническом праве Католической церкви сохраняется только личный интердикт (экскоммуникация).

## Интердикт в Средние века
В XI—XII веках интердикт являлся орудием римско-католической церкви в борьбе со светской властью. Наложение интердикта на государство часто сопровождалось отлучением правителя от церкви.
С течением времени, уже в исходе Средних веков, оно несколько изменилось и стало использоваться менее активно. Интердикт подвергся некоторым смягчениям и теперь во время наложения было дозволено:
- Крещение
- Миропомазание
- Покаяние
- Совершение богослужения в известные великие праздники

## Известные случаи

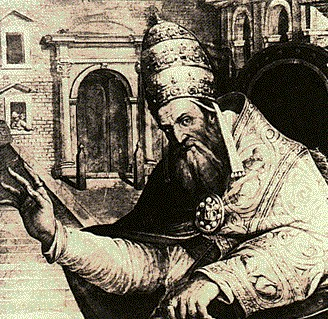
Римский папа Григорий XI

Известны следующие случаи наложения интердикта:
- Адриан IV, взойдя на папский престол в 1153 году, тут же наложил интердикт на Рим и снял его только в марте 1155 года, когда город изгнал Арнольда Брешианского.
- Александр III в 1181 году наложил интердикт на Шотландию и отлучил от церкви её короля Вильгельма I.
- Папа Иннокентий III наложил пятилетний (1208—1213) интердикт на Англию после того, как Иоанн Безземельный отказался признать назначенного Римом архиепископа Кентерберийского. При этом король был отлучён от церкви. В конце концов Иоанн признал себя вассалом римского папы.
- Иннокентий III наложил интердикт на Францию, когда Филипп II Август отослал жену, Ингеборгу Датскую, и женился на Агнессе Меранской.
- Григорий IX наложил в 1241 году интердикт на Пизу, продлившийся до 1257 года. Поводом послужило участие пизанцев в разгроме генуэзского флота, который вёз прелатов на собор.
- Иоанн XXII накладывал интердикт на Германию в 1322 году. При этом император Людвиг Баварский был отлучён от церкви.
- Григорий XI накладывал интердикт на Флоренцию в марте 1376 года во время Войны восьми святых.
- Папа Павел V наложил интердикт[англ.] на Венецию в 1608 году, но папская курия вынуждена была пойти на уступки ввиду стойкости республики.
- В 1909 году 15-дневный интердикт был наложен на итальянский город Адрия вследствие местного движения против епископа.

В действующем кодексе канонического права упразднено понятие местного и смешанного интердикта, сохраняется лишь личный интердикт.
В православии известен случай интердикта в Константинопольской Церкви в конце 1890 года, при Вселенском Патриархе Дионисии V, — как протест против политики оттоманской Порты в отношении прав и привилегий Церкви.